# يفاعة (الظهار)

تعديل مصدري - تعديل

يفاعة محلة تابعة لقرية جبل حداد، التابعة لعزلة انامر بمديرية الظهار إحدى مديريات محافظة إب في الجمهورية اليمنية.، بلغ تعداد سكانها 175 حسب تعداد اليمن لعام 2004.